# David W. Blight
David William Blight (né en 1949) est professeur Sterling d'histoire, d'études afro-américaines et d'études américaines et directeur du Centre Gilder Lehrman pour l'étude de l'esclavage, de la résistance et de l'abolition à l'Université Yale. Auparavant, il est professeur d'histoire à l'Amherst College, où il enseigne pendant 13 ans. Il remporte plusieurs prix, dont le prix Bancroft et le prix Frederick Douglass pour Race and Reunion : The Civil War in American Memory, ainsi que le prix Pulitzer et le prix Lincoln pour Frederick Douglass : Prophet of Freedom.

## Jeunesse et éducation
Blight est né le 21 mars 1949 à Flint, Michigan, où il grandit dans un parc de Mobile home. Il fréquente la Flint Central High School, dont il obtient son diplôme en 1967.
Il fréquente ensuite l'Université d'État du Michigan où il joue pour l'équipe de baseball des Michigan State Spartans et obtient en 1971 un baccalauréat en histoire. Blight enseigne à la Flint Northern High School pendant sept ans. Il obtient sa maîtrise en histoire américaine de l'État du Michigan en 1976 et un doctorat dans cette discipline de l'Université du Wisconsin à Madison en 1985 avec une thèse intitulée Keeping Faith in Jubilee: Frederick Douglass and the Meaning of the Civil War.

## Carrière
Après des séjours au North Central College (1982-1987) et à l'Université Harvard (1987-1989), Blight enseigne à l'Amherst College de 1990 à 2003. En 2001, il publie Race and Reunion: The Civil War in American Memory. Le livre obtient le prix Bancroft et le prix Frederick Douglass.
Après avoir été embauché par Yale en 2003 et avoir enseigné en tant que professeur titulaire, Blight est sélectionné en 2006 pour diriger le Centre Gilder Lehrman pour l'étude de l'esclavage, de la résistance et de l'abolition. Son objectif principal est la guerre civile américaine et la manière dont la société américaine a fait face à la guerre qui a suivi. Son livre de 2007 A Slave No More: Two Men Who Escaped to Freedom, Including Their Own Narratives of Emancipation pose le contexte pour les récits à la première personne récemment découverts de deux esclaves afro-américains qui se sont échappés pendant la guerre civile et se sont émancipés.
Il donne également des conférences à la One Day University. Au printemps 2008, Blight enregistre un cours de 27 conférences, The Civil War and Reconstruction Era, 1845-1877 pour Open Yale Courses, qui est disponible en ligne.
Blight écrit Frederick Douglass : Prophet of Freedom, sorti en 2018, la première biographie majeure de Douglass depuis près de trois décennies. Un critique la qualifie de « biographie définitive de Frederick Douglass »,.
En 2021, il est élu à la Société américaine de philosophie.

## Publications
- David W. Blight, Frederick Douglass' Civil War: Keeping Faith in Jubilee, LSU Press, 1989 (ISBN 978-0-8071-1724-8, lire en ligne )
- David W. Blight, Race and Reunion: The Civil War in American Memory, Harvard University Press, 2001 (ISBN 978-0-674-00819-9)
- David W. Blight, Beyond the Battlefield: Race, Memory, and the American Civil War, University of Massachusetts Press, 2002 (ISBN 978-1-55849-361-2)
- David W. Blight, A Slave No More: Two Men Who Escaped to Freedom, Including Their Own Narratives of Emancipation, Houghton Mifflin Harcourt, 2007 (ISBN 978-0-15-101232-9, lire en ligne )
- David W. Blight, American Oracle: The Civil War in the Civil Rights Era, Belknap Press, 2011 (ISBN 978-0-67-404855-3)
- David W. Blight, Frederick Douglass: Prophet of Freedom, Simon & Schuster, 2018 (ISBN 978-1-4165-9031-6)
- David W. Blight, Yale and Slavery: A History, Yale University Press, 2024 (ISBN 9780300273847)